# Vaiden

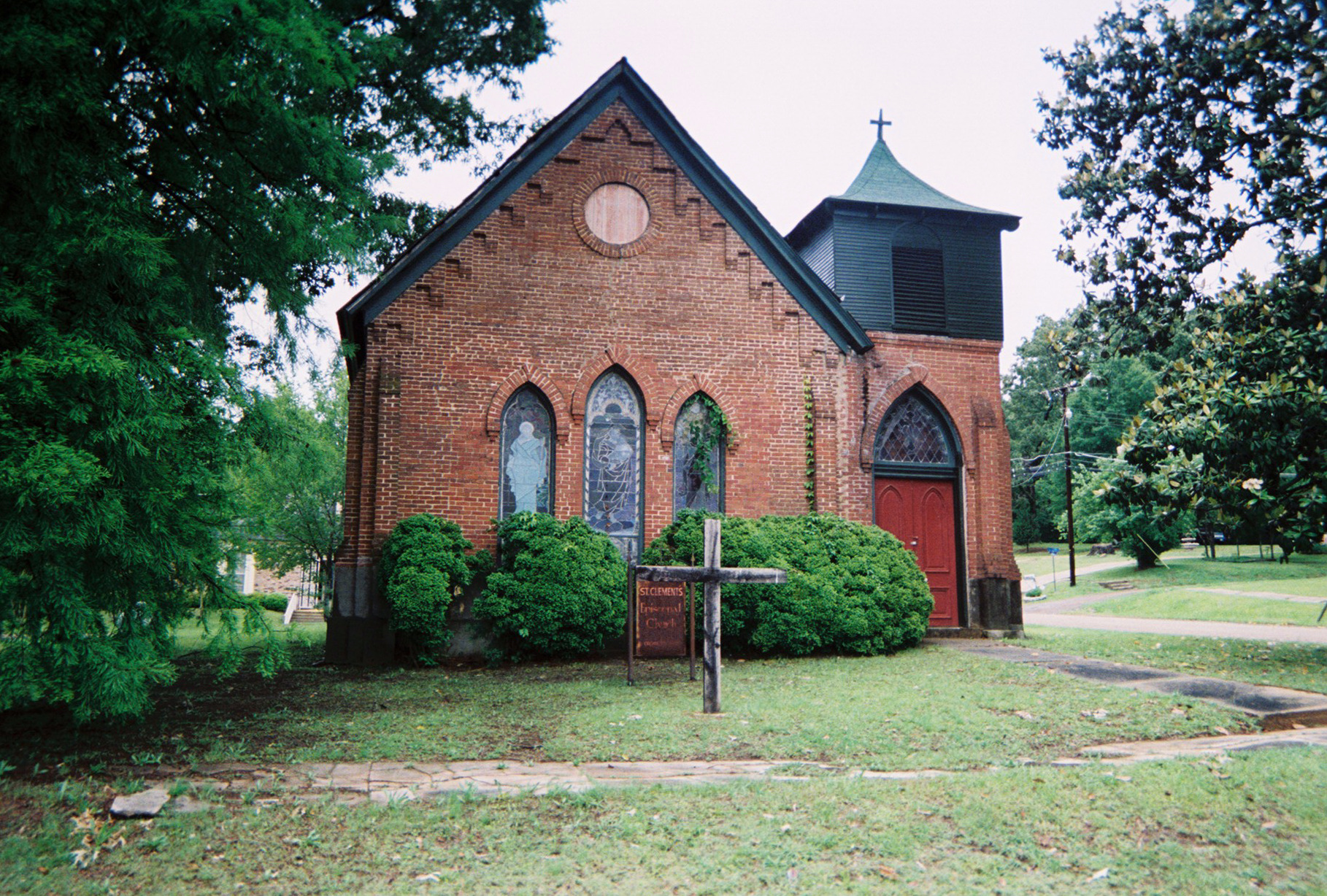
Kerk Saint-Clemens in Vaiden

Vaiden is een plaats (town) in de Amerikaanse staat Mississippi, en valt bestuurlijk gezien onder Carroll County.

## Demografie
Bij de volkstelling in 2000 werd het aantal inwoners vastgesteld op 840.
In 2006 is het aantal inwoners door het United States Census Bureau geschat op 848, een stijging van 8 (1,0%).

## Geografie
Volgens het United States Census Bureau beslaat de plaats een oppervlakte van
5,7 km², geheel bestaande uit land. Vaiden ligt op ongeveer 87 m boven zeeniveau.

## Plaatsen in de nabije omgeving
De onderstaande figuur toont nabijgelegen plaatsen in een straal van 28 km rond Vaiden.